# Näringslivsarkivens förening
Näringslivsarkivens Förening (NAF) var en ideell intresseorganisation för landets näringslivsarkiv, grundat 1986 under namnet Näringslivsarkivens Samarbetsorganisation (NAS). Det nuvarande namnet antogs 1987. Föreningen avslutade sin verksamhet i och med bildandet av Svenska Arkivförbundet år 2018.

## Historik
Först på 1970-talet skapades de första specialiserade näringslivsarkiven, en utveckling som inleddes med Värmlandsarkiv i Karlstad 1970. Det skedde efter många decennier av inventeringar och kampanjer för att förbättra arkivvården i näringslivet. Intresset från en ekonomiskhistoriska forskningen föranledde den anrika branschorganisationen Jernkontoret att redan på 1920-talet inventera sina medlemsföretags arkiv inom metall. och gruvnäringarna.
Under 1950-talet höll Industriförbundets Arkivkommitté flera konferenser i samarbete med det nybildade Svenska arkivsamfundet. Det ledde till att kommittén 1957 utökades till att bli en egen organisation för arkivarier i näringslivet som fick namnet Näringslivets arkivråd. År 1986 bildades en arkivförening specifikt för arkivinstitutioner som förvarande företagsmaterial, Näringslivsarkivens Samarbetsorganisation. Den bytte året därpå namn till Näringslivsarkivens Förening. Till föreningen knöts även en fond, Näringslivsarkivens Stödfond med bidrag från näringslivets topporganisationer.
2018 tog Näringslivsarkivens föreningen tillsammans med Folkrörelsernas Arkivförbund initiativet till riksorganisationen Svenska Arkivförbundet. 

## Medlemmar
Bland medlemsorganisationerna återfanns bl.a. Arkiv Västmanland, Arkiv Sörmland, ArkivCentrum Örebro län, Näringslivsarkiv i Norrland - NIN,  Arkiv Gävleborg, Centrum för Näringslivshistoria, Hallands Näringslivsarkiv, Riksarkivet och Skånes Näringslivsarkiv.